# Sunbury (Pennsilvània)
Sunbury és una població dels Estats Units a l'estat de Pennsilvània. Segons el cens del 2000 tenia 10.610 habitants.

## Demografia
Segons el cens del 2000, Sunbury tenia 10.610 habitants, 4.540 habitatges, i 2.637 famílies. La densitat de població era de 1.932,3 habitants/km².
Dels 4.540 habitatges en un 28,7% hi vivien nens de menys de 18 anys, en un 39,2% hi vivien parelles casades, en un 14,3% dones solteres, i en un 41,9% no eren unitats familiars. En el 36,3% dels habitatges hi vivien persones soles el 16,7% de les quals corresponia a persones de 65 anys o més que vivien soles. El nombre mitjà de persones vivint en cada habitatge era de 2,24 i el nombre mitjà de persones que vivien en cada família era de 2,91.
Per edats la població es repartia de la següent manera: un 23,9% tenia menys de 18 anys, un 8,7% entre 18 i 24, un 29,5% entre 25 i 44, un 20,5% de 45 a 60 i un 17,4% 65 anys o més.
L'edat mediana era de 37 anys. Per cada 100 dones de 18 o més anys hi havia 83,7 homes.
La renda mediana per habitatge era de 25.893$ i la renda mediana per família de 33.148$. Els homes tenien una renda mediana de 26.497$ mentre que les dones 18.994$. La renda per capita de la població era de 13.350$. Entorn del 14,6% de les famílies i el 18,1% de la població estaven per davall del llindar de pobresa.

## Poblacions més properes
El següent diagrama mostra les poblacions més properes.